# Marie Anaut
Marie Anaut, née le 24 janvier 1956, est professeure de psychologie clinique et sciences de l'éducation à l'université Lumière Lyon-II. Elle est spécialiste de la résilience dans un cadre scolaire et familial.

## Biographie
Marie Anaut est psychologue clinicienne et thérapeute de familles et de couples. Elle soutient en 1990 une thèse doctorale intitulée « Les conduites de placement des enfants : analyse de la répétition intergénérations » à l'université Lyon 2, puis devient maître de conférences dans cette même université. Elle a été directrice de l'institut de psychologie de l'université Lyon 2 de 1999 à 2004, puis vice-présidente de cette même université de 2008 à 2012. Après la réalisation  d'une habilitation universitaire en psychologie clinique intitulée De la vulnérabilité à la résilience en 2001, elle est élue professeure de psychologie clinique à l'université Lyon 2 Lumière, membre du Centre de recherche en psychopathologie et psychologie clinique (CRPPC EA 653).
Elle est spécialiste des problématiques concernant les liens familiaux, la famille, les traumatismes et la résilience. Ses recherches portent sur les personnes, les familles et les groupes confrontés à des situations adverses, notamment sur les formes d'adaptation et d'intégration des traumatismes. Ses travaux et publications concernent en particulier les processus de résilience sous des aspects théoriques et cliniques et les liens parents-enfants. Elle co-dirige notamment un ouvrage avec Boris Cyrulnik intitulé La résilience. De la recherche à la pratique.

## Publications

### Ouvrages
- Entre détresse et abandon : la répétition transgénérationnelle chez les enfants placés, CTNERHI, 1997 (lire en ligne) [PDF]
- La résilience, surmonter les traumatismes, Nathan Universités, 2003.
- Soigner la famille, Armand Colin, coll. « Sociétales », 2005
- La résilience : surmonter les traumatismes, Armand Colin, coll. « 128 », 2008
- Les thérapies familiales : approches systémiques et psychanalytiques, Paris, Armand Colin, coll. « Cursus », 2012
- Vivre le lien parents-enfants. De la nécessité d'attachement au risque de dépendance, Lyon, édition Chronique Sociale, coll. « Comprendre les personnes », 2014.
- (dir.) La résilience. De la recherche à la pratique, avec Boris Cyrulnik, Odile Jacob, 2014.
- Psychologie de la résilience, Armand Colin, coll. « Cursus », 2015.
- L'humour, entre le rire et les larmes. Traumatismes et résilience, Odile Jacob, 2014, préface de Boris Cyrulnik ((es) Humor entre la risa y las làgrimas, Barcelona, Gesida, 2017)
- Thérapies familiales et de couple. Approches systémiques et psychanalytiques, Dunod, 2020, 2e éd.
- (co-dir.) La médiation conventionnelle et judiciaire : 8 études de cas, avec Lionel Souche, coll. « Concept-Psy », In Press, 2022.

### Articles et chapitres d'ouvrages
- Individuation et handicap mental. L’improvisation de soi entre appartenance familiale et appartenance professionnelle. Thérapie familiale, avec Cécile Marmonier, vol. 45(3), 2024, p 213-227.
- L’écoute des enjeux transféro-contre-transférentiels lors des équipes de suivi de scolarisation : une voie pour entendre la subjectivité de l’enfant, Cliopsy, avec Jessica Rosand-Sotto, N° 32(2), 2024, p 71-86
- «L’approche clinique de la résilience : entre fascination et méfiance ? », in Cyrulnik, B (dir) Les deux visages de la résilience, Odile Jacob, 2024, p 37-60.
- «De l'insignifiance à la résilience : le rôle de l’autobiographie dans la quête de sens après les traumatismes", Revue PIPER (Psychologie Internationale Pratiques et Recherche), N° spécial « L’insignifiance », N° 10-2022.
- «Approches de la résilience". Santé Mentale, Dossier spécial : l’adaptation en question. N° 257, avril 2021, p 30-35.
- «L’approche de la résilience : un carrefour épistémologique ?", In Jung et Camps (dirs) Psychopathologie et psychologie clinique : perspectives contemporaines, Dunod, 2020, p 336-345.
- «L’humour une ressource psychique drôlement complexe : un étayage pour la résilience ?" In Amherdt F.-X. et Rohner C.  (dirs), Théologie Pratique en Dialogue, N° 50, 2019, p 13-23.
- « Quête de sens et reconstruction résiliente après les traumatismes », p. 210-248, in R. Coutanceau et C. Damiani (dir.) Victimologie, évaluation, traitement, résilience, Dunod, coll. « Psychothérapies », 2018.
- « Écriture, récit de vie et travail d’exonération psychique », p. 63-78, in Martine Lani-Bayle et Aneta Slowik (dir.), Récits et résilience, quels liens ?, L’Harmattan, 2016.
- « La résilience : évolution des conceptions théoriques et des applications cliniques », Recherche en soins infirmiers, juin 2015, n°121, p. 28-39, [lire en ligne].
- « Peut-on rire de la vieillesse ? L’humour un mécanisme salvateur et salutogène », in Jean-Jacques Amyot (dir.), Société, Individu, Vieillissement : s’adapter ou changer de modèle, L’Harmattan, 2015, p. 89-107.
- « Les addictions affectives : des liens de couples aux couples enchaînés », in Roland Coutanceau et Rachid Bennegadi (dir.) Souffrances familiales et résilience : filiation, couple et parentalité, Dunod, 2014, p. 19-33.
- « Créativité, humour et résilience avec l’avancée en âge », in Louis Ploton et Boris Cyrulnik (dir.) Résilience et personnes âgées, Paris, Odile Jacob, 2014, p. 18-38.
- Humour et autodérision, un rempart contre la souffrance, in Roland Coutanceau et Rachid Bennegadi (dir.), Résilience et relations humaines, Dunod, 2013, p. 23-35.
- « Traumatisme, humour et résilience : approches de l’humour dans le processus de résilience », in R. Coutanceau, J. Smith & S. Lemitre (dir.) Trauma et résilience : auteurs et victimes, Dunod, 2012, p. 3-14.
- « Résilience affective », in Boris Cyrulnik et Gérard Jorland (dir.), Résilience : connaissances de base, Odile Jacob, 2012, p.65-83.
- « Résilience pour voir autrement l’intervention en réadaptation », Développement humain, handicap et changement social / Journal of Human Development, Disability and Social Change, 2011, vol. 19, no 1, p. 7-14.
- Du traumatisme à l’émancipation : vers un cadre clinique d’accompagnement du processus de résilience / From trauma to freedom: A clinical application of the process of resilience, Counseling et Spiritualité / and Spirituality, 30/1, 2011, p. 29-44.
- « Les processus de résiliences familiales : pistes de réflexions et axes de travail avec les familles », in Michel Delage et Boris Cyrulnik (dir.), Famille et résilience, Odile Jacob, 2010, p 38-59.
- « Addictions et résilience : convergences et différences », in Lydia Fernandez (dir), Les addictions du sujet âgé, In Press, 2009, p. 157-170.
- « Approche scientifique du concept de résilience», in Les concepts en sciences infirmières, ARSI (dir), Éditions Mallet Conseil, 2009,p. 240-241.
- « Processus adaptatifs et résilience en protection de l’enfance », in N. Nader-Grosbois (dir.), Résilience, régulation et qualité de vie, Concepts, évaluation et intervention, Presses universitaires de Louvain, 2009.
- « Liens structurants et aliénations mortifères dans les familles », numéro spécial « Penser la famille », La Matière et l’Esprit, vol. 2, no 7, avril-2007, p. 3-10.
- « Humour et résilience à l’école », in Boris Cyrulnik et Jean-Pierre Pourtois (dir.) Ecole et résilience, Paris, Odile Jacob, 2007, p. 327-356.
- « Transmissions et secrets de famille : entre pathologie et créativité », Revue internationale de l'éducation familiale, 2007/2, no 22, p. 27-42, [lire en ligne].
- « La résilience au risque de la psychanalyse ou la psychanalyse au risque de la résilience ? », in Boris Cyrulnik & Philippe Duval (dir.) Psychanalyse et résilience, Paris, Odile Jacob, 2006, p. 77-104.
- « L’école peut-elle être facteur de résilience ? », Empan, 2006/3, no 63), p. 30-39, [lire en ligne].
- « Résilience, transmission et élaboration du trauma dans l'écriture des enfances blessées », Perspectives psychiatriques, vol. 41, no 5, 2002, p. 380-388.
- « Trauma, vulnérabilité et résilience en protection de l’enfance », Connexions, 2002/1, no 77, p. 101-118, [lire en ligne].